# Tiên Ngọc
Tiên Ngọc is een xã in het district Tiên Phước, een van de districten in de Vietnamese provincie Quảng Nam. Tiên Ngọc heeft 2600 inwoners op een oppervlakte van 48,5 km².

## Geografie en topografie
Tiên Ngọc ligt in het zuidwesten van de huyện Tiên Phước. In het zuiden grenst Tiên Ngọc aan huyện Bắc Trà My. De aangrenzende xã's in Bắc Trà My zijn Trà Dương en Trà Sơn. Ook grenst het daar aan thị trấn Trà My. In het noorden grenst Tiên Ngọc aan huyện Hiệp Đức. De aangrenzende xã in Hiệp Đức is Thăng Phước. De aangrenzende xã's in Tiên Phước zijn Tiên Lãnh, Tiên Hiệp, Tiên Cảnh en Tiên Châu.